# Hensenanthula dactylifera
Hensenanthula dactylifera är en korallart som beskrevs av van Beneden 1897. Hensenanthula dactylifera ingår i släktet Hensenanthula och familjen Botrucnidiferidae. Inga underarter finns listade i Catalogue of Life.